# Sega Pre System 16
La Sega Pre System 16 es una videoconsola de arcade lanzada por Sega en 1985. Se lanzaron 5 juegos para la consola: Alien Syndrome, Body Slam / Dump Matsumoto, Major League, Quartet y Quartet 2.

## Características
- CPU principal: MC68000 @ 10 MHz
- CPU de sonido: Z80 @ 4 MHz, N7751 @ 400 kHz, I8751 @ 8 MHz
- Chip de sonido: YM2151 @ 4 MHz, CDA
- Resolución: 320 x 224